# Nanci Griffith
Nanci Caroline Griffith (Seguin, 6 luglio 1953 – Nashville, 13 agosto 2021) è stata una cantautrice e chitarrista statunitense.

## Biografia
Tra il 1988 e il 2001 Nanci Griffith ha piazzato sette album sia nella Billboard 200 sia nella Official Albums Chart britannica, raggiungendo la miglior posizione rispettivamente con Flyer alla 48ª e con Other Voices, Other Rooms alla 18ª. Con quest'ultimo disco, nel 1993, ha vinto il suo primo Grammy Award nella categoria per il miglior album folk contemporaneo. Ha pubblicato il suo ultimo album in studio, Intersection, nel 2012, prima di ritirarsi dall'industria musicale l'anno seguente.
Si è spenta il 13 agosto 2021 all'età di 68 anni.

## Discografia

### Album in studio
- 1978 – There's a Light Beyond These Woods
- 1982 – Poet in My Window
- 1984 – Once in a Very Blue Moon
- 1986 – The Last of the True Believers
- 1987 – Lone Star State of Mind
- 1988 – Little Love Affairs
- 1989 – Storms
- 1991 – Late Night Grande Hotel
- 1993 – Other Voices, Other Rooms
- 1994 – Flyer
- 1997 – Blue Roses from the Moons
- 1998 – Other Voices, Too (A Trip Back to Bountiful)
- 1999 – The Dust Bowl Symphony
- 2001 – Clock Without Hands
- 2004 – Hearts in Mind
- 2006 – Ruby's Torch
- 2009 – The Loving Kind
- 2012 – Intersection

### Album dal vivo
- 1988 – One Fair Summer Evening
- 2002 – Winter Marquee

### Raccolte
- 1993 – The MCA Years: A Retrospective
- 1993 – The Best of Nanci Griffith
- 1997 – Country Gold
- 2000 – Wings to Fly and a Place To Be: An Introduction to Nanci Griffith
- 2001 – 20th Century Masters – The Millennium Collection: The Best of Nanci Griffith
- 2002 – From a Distance: The Very Best of Nanci Griffith
- 2003 – The Complete MCA Studio Recordings
- 2015 – Ghost in the Music

### Singoli
- 1986 – Once in a Very Blue Moon
- 1987 – Lone Star State of Mind
- 1987 – Trouble in the Fields
- 1987 – Cold Hearts/Closed Minds
- 1987 – Never Mind
- 1988 – From a Distance
- 1988 – I Knew Love
- 1988 – Anyone Can Be Somebody's Foo
- 1989 – It's a Hard Life Wherever You Go
- 1989 – I Don't Wanna Talk About Love
- 1991 – Late Night Grande Hotel
- 1993 – Speed of the Sound of Loneliness
- 1994 – This Heart
- 1995 – Well...All Right (con i The Crickets)
- 1997 – Maybe Tomorrow
- 1997 – Gulf Coast Highway
- 1999 – These Days in an Open Book